# Mános Katrákis
Mános Katrákis (grec moderne : Μάνος Κατράκης), né le 14 août 1908 à Kastelli-Kissamos, dans le département de La Canée et mort le 3 septembre 1984, est un acteur grec de théâtre et de cinéma. Il joue notamment dans Voyage à Cythère (Taxidi sta Kythira) du réalisateur Theo Angelopoulos.

## Biographie
Mános Katrákis fut le dernier des cinq enfants de Charálambos Katrákis et Iríni Katráki. Quand il avait dix ans, sa famille quitta la Crète pour s'installer à Athènes où son père espérait trouver du travail. Son frère Yánnis émigra en Amérique du Nord.
Dans sa jeunesse il fit partie de l'équipe de football Athinaïkós entre autres.
En 1928, il joue dans son premier film Le Drapeau du 25 mars aux côtés du réalisateur et acteur Kóstas Leloúdas. En 1931, il joue au théâtre national de Grèce. Dans les années 1930, il continue de jouer au théâtre avec son ami Dimitri Mitropoulos. À l'âge de 35 ans, en 1943, il épouse Ánna Lóri. Peu après, il est exilé à Makronissos pendant la guerre civile grecque de 1946-1949.
Dans les années 1950, il retourne à Athènes mais le travail d'acteur se fait rare. Il enchaîne alors de petits rôles toutefois entrecoupés de rôles plus importants aussi bien au théâtre qu'au cinéma.
En 1954, il se marie pour la troisième fois avec celle qui sera sa dernière femme, Línda Álma (el) (qui avait pour nom de scène Eléni Malioúfa).
Mános Katrákis était un gros fumeur ce qui fut probablement la cause de sa mort à l'âge de 76 ans. Et c'est peu de temps avant de décéder qu'il interpréta son meilleur rôle dans le film Voyage à Cythère (Ταξίδι στα Κύθηρα, Taxidi sta Kythira) du réalisateur Theo Angelopoulos.
En 2009, la poste grecque édita un timbre à 0,01€ à sa mémoire.

## Filmographie
- 1929 : Le Drapeau du 25 mars (Το λάβαρο του '21) de Kóstas Leloúdas : Dimos (sous le nom de Emmanouíl Katrákis)
- 1931 : Si Quelqu'un tombe amoureux comme ça (Έτσι κανείς, σαν αγαπήσει) de Stathis Loupas
- 1932 : L'Amoureux de la bergère (Ο αγαπητικός της βοσκοπούλας) de Dimítris Tsakíris : Liakos
- 1946 : Raid sur la mer Égée (Καταδρομή στο Αιγαίο) de Mihalis Karagatsis : Raidis
- 1948 : Marinos Kontaras (Μαρίνος Κονταράς) de Yórgos Tzavéllas : Marinos Kontaras
- 1948 : Les Allemands reviennent (Οι Γερμανοί ξανάρχονται, I Yermani xanarkhondai) de Alékos Sakellários : soldat allemand (non crédité)
- 1952 : I floga tis eleftherias de Panayiotis Spyrou : narrateur (voix)
- 1953 : Ève (Εύα) de María Plytá : Alekos
- 1954 : Ville magique (Μαγική πόλις) de Níkos Koúndouros
- 1954 : La Route des acacias (el) (Ο δρόμος με τις ακακίες) de Dimitris Ioannopoulos (el) : Hristos Vranas
- 1961 : Le Sacrifice (Flogera kai aima, Φλογέρα και αίμα) de Vasílis Georgiádis : Stathis Vlahopanagos
- 1961 : Antigone (Αντιγόνη) de Yórgos Tzavéllas : Creon
- 1961 : Quartier Le Rêve (Συνοικία το όνειρο) de Alékos Alexandrákis : Nekroforas
- 1962 : Electre (Ilektra, Ηλέκτρα) de Michael Cacoyannis : Paidagogos
- 1962 : Thriamvos de Alékos Alexandrákis et Aristeidis Karydis-Fuchs : Bournokos
- 1963 : Les Lanternes rouges (Ta kokkina fanaria, Τα κόκκινα φανάρια, titre belge La Fille du pirée) de Vasílis Georgiádis : capitaine Nikolas
- 1963 : Athoa i enohi? de Nestoras Matsas (el)
- 1963 : Frère Anna (Ο αδελφός Άννα) de Grigóris Grigoríou : père Vasiliou
- 1963 : Enas delikanis (el) (Ένας ντελικανής) de Manolis Scouloudis : Pan / Poète
- 1964 : Oi epikindynoi de Panos Lafis
- 1964 : Enomenoi sti zoi kai sto thanato (Ενωμένοι στη ζωή και στο θάνατο) de Ilias Mahairas : capitaine Seratos
- 1964 : Trahison (Προδοσία) de Kóstas Manoussákis : professeur Viktor Kastriotis
- 1964 : Diogmos (Διωγμός) de Grigóris Grigoríou :
- 1965 : Sparagmos (Σπαραγμός) de Ilias Mahairas : Dimitris Italikis
- 1965 : O epanastatis de Nestoras Matsas (el)
- 1965 : Bloko (Το μπλόκο) de Adonis Kyrou : Ilias
- 1965 : O metanastis de Nestoras Matsas (el)
- 1965 : Histoire d'une vie  (Ιστορία μιας ζωής) de Yánnis Dalianídis : Mikes Papadimas
- 1966 : Tora pou fevgo ap' ti zoi (Τώρα που φεύγω απ' τη ζωή) de Odysseas Kosteletos
- 1966 : Terre sanglante de Vasílis Georgiádis : père Hormovas
- 1966 : Sklavoi tis moiras de Apostolos Tegopoulos (el) : M. Delipetrou
- 1966 : O katatregmenos (Ο κατατρεγμένος) de Apostolos Tegopoulos (el) : Lambros Sarioglou
- 1966 : Mazi sou, gia panta de Odysseas Kosteletos :
- 1966 : Katigoro tous anthropous (el) (Κατηγορώ τους ανθρώπους) de Dínos Dimópoulos : Elefterios Dimitropoulos
- 1966 : Erotas stin kafti ammo (Έρωτας στην καυτή άμμο) de Stelios Zografakis : Nikolas
- 1966 : Eho dikaioma na s' agapo! de Apostolos Tegopoulos (el)
- 1966 : Dakrya gia tin Ilektra (el) (Δάκρυα για την Ηλέκτρα) de Yánnis Dalianídis : Tasos Petridis
- 1966 : Aihmalotoi tou pepromenou (Αιχμάλωτοι του πεπρωμένου) de Stélios Tatassópoulos : Hristos
- 1966 : Aharisti de Hristos Kyriakopoulos
- 1966 : I exodos tou Mesolongiou de Dimitris Doukas
- 1967 : Ti ki an gennithika ftohos de Giorgos Petridis : M. Razis
- 1967 : O Labiris enantion ton paranomon (Ο Λαμπίρης εναντίων παρανόμων) de Giannis Gazis
- 1967 : Concerto gia polyvola (el) (Κοντσέρτο για πολυβόλα) de Dínos Dimópoulos : général Dareios
- 1968 : Xerizomeni genia (Ξεριζωμένη γενιά) de Apostolos Tegopoulos (el) : Manthos
- 1968 : Tosa oneira stous dromous de Panagiotis Konstadinou : Mose Aron
- 1968 : Le Canon et le Rossignol (Το κανόνι και τ' αηδόνι) de Yórgos Kambanéllis (el) et Iákovos Kambanéllis
- 1968 : Tha kano petra tin kardia mou (Θα κάνω πέτρα την καρδιά μου) de Kostas Doukas (el) : Pantelis
- 1968 : Mia mera, o pateras mou de Frederic Wakeman (en)
- 1968 : Katigoroumeni, apologisou de Andreas Katsimitsoulias
- 1968 : Jane Eyre (d'après le roman Jane Eyre) de Andreas Katsimitsoulias : Edward Rodgester
- 1968 : I lygeri (Η λυγερή) de Andreas Katsimitsoulias : Konstadis Matrozos
- 1968 : I leoforos tou misous de Níkos Fóskolos
- 1968 : I kardia enos aliti (Η καρδιά ενός αλήτη) de Apostolos Tegopoulos (el)
- 1968 : As me krinoun oi gynaikes (Ας με κρίνουν οι γυναίκες) de Antonis Tempos : Angelos Bartis
- 1969 : O prosfygas (Ο πρόσφυγας) de Hristos Kyriakopoulos : Thanasis Daoutis
- 1969 : Kynigimeni prosfygopoula (Κυνηγημένη προσφυγοπούλα) de Andreas Katsimitsoulias : Argyris
- 1969 : Koureli tis zois de Giorgos Papakostas
- 1969 : Kakos, psyhros ki anapodos (Κακός, ψυχρός κι ανάποδος) de Erríkos Thalassinós : Alekos Valiris
- 1969 : I thysia mias gynaikas de Stélios Tatassópoulos
- 1969 : I sfragida tou Theou (Η σφραγίδα του Θεού) de Apostolos Tegopoulos (el) : Giannis
- 1969 : I ora tis alitheias de Byron Pallis (el)
- 1969 : Boulevard de la trahison (Η λεωφόρος της προδοσίας) de Christos Kyriakopoulos : brigadier général Gerakaris
- 1969 : Gia tin timi kai gia ton erota (Για την τιμή και τον έρωτα) de Apostolos Tegopoulos (el) : Pavlos
- 1969 : Filise me, prin fygeis gia panta de Panagiotis Konstadinou : Stavros Karapanos
- 1970 : To teleftaio fili de Georgios Filis
- 1970 : Ores agapis, ores polemou de Antonis Tempos
- 1970 : Oratotis miden (el) (Ορατότης μηδέν) de Níkos Fóskolos : Horst Richter
- 1970 : Katigoro tous dynatous (Κατηγορώ τους δυνατούς) de Apostolos Tegopoulos (el) : Lambros Kontarinis
- 1970 : I zougla ton poleon (el) (Η ζούγκλα των πόλεων) de Stavros Tsiolis (el) : Lysias Sekeris
- 1970 : Esena mono agapo (Εσένα μόνο αγαπώ) de Apostolos Tegopoulos (el) : Vyronas Derkos
- 1970 : Aftoi pou milisan me ton thanato (el) (Αυτοί που μίλησαν με τον θάνατο) de Yánnis Dalianídis : Lykourgos Venetis
- 1971 : Katahrisis exousias (el) (Κατάχρησις εξουσίας) de Stavros Tsiolis (el)
- 1972 : Horis syneidisi de Vangelis Serdaris (el) : Kostas Dellis
- 1972 : Antartes ton poleon (Αντάρτες των πόλεων) de Dimis Dadiras : père de Fotis
- 1972 : Me fovon kai pathos (Με φόβον και πάθος) de Níkos Fóskolos : Alexandros Viaskos
- 1972 : I Aliki diktator de Takis Vouyouklakis : Eleftherios (non crédité)
- 1973 :  Astynomikes istories de Giorgos Papakostas et Petros Pantazis (série télévisée)
- 1973 : Oi prostates de Pavlos Tassios : Petros Rallis
- 1974 : Oi dikaioi de Antonis Tempos (série télévisée) : Gerasimos
- 1974 : I fonissa de Panos Glykofrydis (el) : narrateur (voix)
- 1974 : I diki ton dikaston (Η δίκη των δικαστών) de Panos Glykofrydis (el) : Theodoros Kolokotronis
- 1978 : O efialtis (film directement sorti en vidéo) de Dimis Dadiras
- 1978 : Cri de femmes (Κραυγή γυναικών, Kravgi gynaikon) de Jules Dassin : Kreon
- 1978 : O ilios tou thanatou de Dínos Dimópoulos
- 1980 : Elefthérios Venizélos (1910-1927) (Ελευθέριος Βενιζέλος: 1910-1927) de Pantelís Voúlgaris : Petros
- 1980 : O anthropos me to garyfallo (en) (Ο άνθρωπος με το γαρίφαλο) de Nikos Tzimas : Nikolaos Plastiras
- 1982 : Les Tribulations de Manuel de Hervé Baslé (téléfilm) : Léonidas
- 1984 : Ta hronia tis thyellas (el) (Τα χρόνια της θύελλας) de Nikos Tzimas : vieillard
- 1984 : Voyage à Cythère (Ταξίδι στα Κύθηρα, Taxidi sta Kythira) de Theo Angelopoulos : Spyros

## Récompenses
- Semaine du cinéma grec 1961 (Thessalonique) : meilleur acteur dans un second rôle (Quartier Le Rêve)

## Source
- (en) Cet article est partiellement ou en totalité issu de l’article de Wikipédia en anglais intitulé « Manos Katrakis » (voir la liste des auteurs).